# 山内俊央
山内 俊央（やまのうち としひろ、1997年12月3日 - ）は、ジャパンラグビーリーグワンレッドハリケーンズ大阪に所属するラグビー選手。

## プロフィール
- 兵庫県出身[1]。
- ポジションはスクラムハーフ(SH)。
- 身長 164 cm、体重 71 kg
- 父の逸央は元ラグビー選手(元近鉄)[2]。

## 略歴
2016年、関西学院高等部卒業後、関西学院大学に入る。
2020年、関西大学卒業後、NTTドコモレッドハリケーンズ(現・レッドハリケーンズ大阪)に加入。
2022年1月15日に行われたJAPAN RUGBY LEAGUE ONE第2節ブレイブルーパス東京戦にて途中出場で公式戦初出場を果たした。